# Joseph Heller (Schriftsteller)

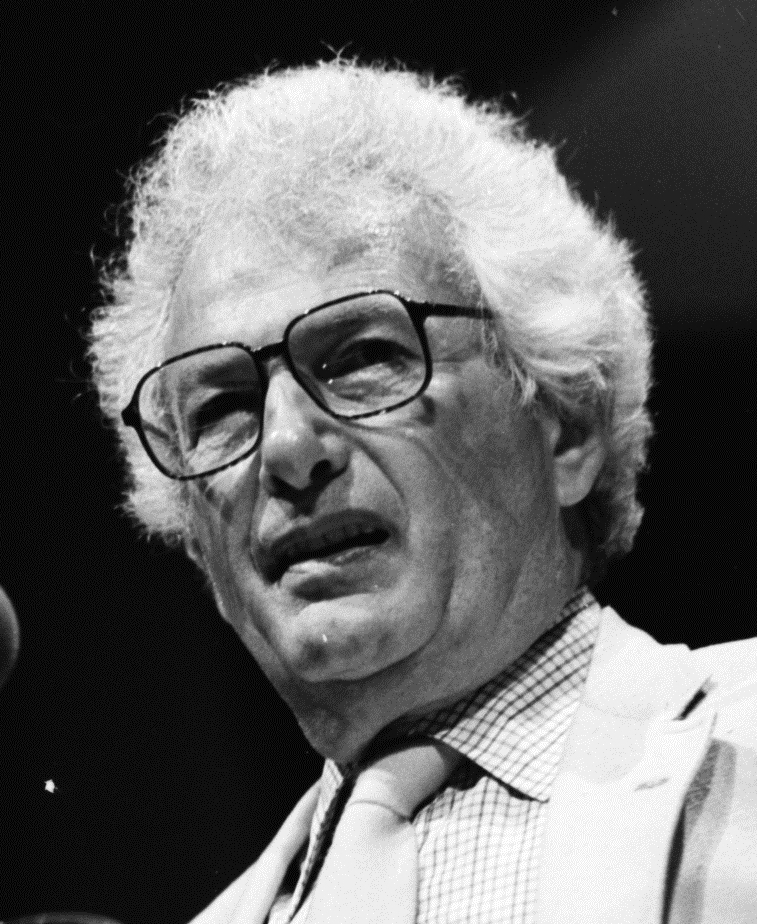
Joseph Heller (1986)

Joseph Heller (* 1. Mai 1923 in New York; † 12. Dezember 1999 in East Hampton) war ein US-amerikanischer Schriftsteller, der Romane, Kurzgeschichten, Theaterstücke und Drehbücher verfasste. Sein bekanntestes Werk wurde sein 1961 erschienener Debütroman Catch-22.

## Leben und Werk
Heller wurde auf Coney Island im New Yorker Stadtteil Brooklyn als Sohn armer russisch-jüdischer Immigranten geboren. Mit 19 Jahren trat Heller in die United States Army Air Forces ein. Im Zweiten Weltkrieg war er zwischen Mai und Dezember 1944 auf der Insel Korsika stationiert. Dort flog er 60 Einsätze als Bombenschütze. Seine Kriegserlebnisse wurden zur Grundlage für seinen ersten und berühmtesten Roman Catch-22.
Nach einem Anglistikstudium, das er 1949 abschloss, erhielt er an der Pennsylvania State University einen Lehrauftrag. 1952 arbeitete Heller zunächst für das Medienunternehmen Time Inc., bald als Werbetexter für eine kleine Medienagentur, bei der auch die spätere Kriminalautorin Mary Higgins Clark arbeitete. Während dieser Zeit schrieb Heller bereits: Seine erste Kurzgeschichte wurde 1948 im Atlantic veröffentlicht. 1945 heiratete er Shirley Held, mit der er zwei Kinder hatte.
Hellers Debütroman Catch-22 erschien 1961. An dem satirischen Antikriegsroman hatte Heller in unregelmäßigen Abständen seit 1953 gearbeitet. Kern des Romans ist ein Catch-22 genanntes Paradoxon, wonach gemütskranke Besatzungsangehörige fluguntauglich geschrieben werden müssen. Ein Antrag auf Fluguntauglichkeit wird aber als Zeichen  geistiger Gesundheit gesehen, da Angst vor dem Kriegsdienst normal ist. Logischer Schluss: Ein Aussteigen ist nicht möglich. Hellers Ablehnung und Kritik von Institutionen, Regierung und Militär werden in dem Roman deutlich.
Unter der Regie von Mike Nichols entstand 1970 eine gleichnamige Verfilmung des Buchs. John Yossarian wird von Alan Arkin gespielt, in weiteren Rollen sind Anthony Perkins, Orson Welles und Art Garfunkel zu sehen.
Hellers zweiter Roman Was geschah mit Slocum (engl.: Something Happened) aus dem Jahr 1974 ist eine Satire auf das US-amerikanische Kleinfamilienleben, in Weiß Gott (God Knows) von 1984 beschäftigt sich Heller mit dem Leben von König David und in seinem Roman Closing Time beschreibt er das weitere Leben einiger Charaktere aus Catch-22 im New York der Neunzigerjahre.
Neben seiner Arbeit als Schriftsteller verfolgte Heller eine akademische Karriere und lehrte als Dozent für kreatives Schreiben in Yale und an der University of Pennsylvania.
1981 ließ sich Heller von seiner Frau scheiden. Noch im selben Jahr erkrankte er am Guillain-Barré-Syndrom, eine neurologische Krankheit, durch die er zeitweise gelähmt war. Er verarbeitete diese schwere Erkrankung und seine langjährige Rehabilitation 1986 in dem autobiographischen Werk No Laughing Matter, das er gemeinsam mit seinem Freund Speed Vogel schrieb.
1987 heiratete Heller Valerie Humphries, eine der Krankenschwestern, die ihm bei seiner Genesung beistanden.
1998 veröffentlichte Heller seine Memoiren Now and Then: From Coney Island to Here. Seit 1977 war er Mitglied der American Academy of Arts and Letters.
Joseph Heller verstarb 1999 an einem Herzinfarkt, kurz nachdem er die Arbeit an seinem letzten Roman, dem autobiographisch gefärbten Roman Portrait of an Artist as an Old Man beendet hatte.

## Werke

### Romane
- Catch-22, 1961.
  - Der IKS-Haken. dt. von Irene und Günther Danehl. S. Fischer, Frankfurt am Main 1964.
  - Catch 22. gleiche Übersetzung. S. Fischer, Frankfurt am Main 1971, ISBN 3-436-01355-2.
- Something Happened, 1972.
  - Was geschah mit Slocum? dt. von Günther Danehl. S. Fischer, Frankfurt am Main 1975, ISBN 3-10-031402-6.
- Good as Gold, 1976.
  - Gut wie Gold. dt. von Günther Danehl. S. Fischer, Frankfurt am Main 1980, ISBN 3-10-031403-4.
- God Knows, 1984.
  - Weiß Gott. dt. von Günther Danehl. Bertelsmann München 1985, ISBN 3-570-05497-7.
- Picture This, 1988.
  - Rembrandt war 47 und sah dem Ruin ins Gesicht. dt. von Lutz-W. Wolff. Bertelsmann, München 1993, ISBN 3-442-41067-3.
- Closing Time, 1994.
  - Endzeit. dt. von Joachim Kalka. S. Fischer, Frankfurt am Main 1994, ISBN 3-10-030207-9.
- Portrait of the Artist as an Old Man, 2000.

### Theaterstücke
- We Bombed in New Haven, 1967
  - Wir bombardieren Regensburg, dt. von Dagobert Lindlau, Reinbek bei Hamburg, Rowohlt 1969
- Catch 22, 1973
- Clevinger’s Trial, 1973

### Autobiographien
- mit Speed Vogel: No Laughing Matter. 1986.
  - Überhaupt nicht komisch. dt. von Günther Danehl. Goldmann, München 1988, ISBN 3-442-09098-9.
- Now and Then: From Coney Island to Here, 1999
  - Einst und jetzt, dt. von Joachim Kalka. S. Fischer, Frankfurt am Main 1999, ISBN 3-10-033902-9.

### Drehbücher
- 1964: … und ledige Mädchen (Sex and the Single Girl)
- 1966: Casino Royale (ungenannte Mitarbeit)
- 1970: Der „schärfste“ aller Banditen (Dirty Dingus Magee)

## Sekundärliteratur
- Tracy Daugherty: Just One Catch: A Biography of Joseph Heller. St. Martin’s Press, New York 2011, ISBN 978-0-312-59685-9.
- Robert Merrill: Joseph Heller. (= Twayne’s United States Authors Series. 512). Twayne, Boston 1987, ISBN 0-8057-7492-0.
- James Nagel (Hrsg.): Critical Essays on Joseph Heller. G. K. Hall, Boston 1984, ISBN 0-8161-8685-5.
- Sanford Pinsker: Understanding Joseph Heller. 2., revidierte Auflage. South Carolina University Press, Columbia SC 2009, ISBN 978-1-57003-840-2.
- Judith Ruderman: Joseph Heller. Continuum, New York 1991, ISBN 0-8264-0516-9.